# Irak
Irak (arabiska: العِرَاقُ, al-Iraq; kurdiska: Êraq; efter arabiska araq, 'grönskande', eller Uruk), formellt Republiken Irak, är en republik i Mellanöstern i sydvästra Asien. Landet gränsar till Saudiarabien och Kuwait i söder, Turkiet i norr, Syrien i nordväst, Jordanien i väst och mot Iran i öst. Landet har en kort kustremsa i Persiska viken. Irak är hem för olika etniska grupper inklusive irakiska araber, kurder, turkmener, assyrier, armenier, yazidier och mandéer, med liknande diverse geografi och djurliv. Majoriteten av landets 40 miljoner medborgare är muslimer, och andra erkända religioner inkluderar kristendom, yazidism, mandaeism, yarsanism och zoroastrianism. De officiella språken i Irak är arabiska och kurdiska, medan andra erkända regionala språk är engelska, nyarameiska, turkiska och armeniska.
Området kallades för Mesopotamien under antiken (grekiska för "landet mellan de två floderna"; Akkadian: birit narim syriska: ܒܝܬ ܢܗܪ̈ܝܢ "Bēṯ Nahrīn"), en region vars omfattande alluviala slätter gav upphov till några av världens tidigaste civilisationer och imperier sedan 6:e årtusendet f.Kr., inklusive de i Akkad, Babylon, Assyrien och Sumer, den tidigaste kända civilisationen. "Civilisationens vagga" är en vanlig term för området som omfattar det moderna Irak och var födelseplatsen för många värdefulla uppfinningar och upptäckter, inklusive skriftsystem, matematik, kalender, astrologi och lagsamling. Sumererna och akkaderna (inklusive assyrier och babylonier) dominerade området från början av den skrivna historien (c. 3100 f.Kr.) till Babylons fall 539 f.Kr. då det erövrades av det Akemeniska riket. Det föll till Alexander den store 332 f.Kr., och efter hans död blev det en del av det grekiska seleukidiska riket.
Efter den muslimska erövringen av Mesopotamien blev Bagdad huvudstad och den största staden i det abbasidiska kalifatet, samt införde den nu helt dominanta religionen islam i landet. Under den muslimska guldåldern utvecklades staden till ett betydande kulturellt och intellektuellt centrum, och fick ett världsomspännande rykte för sina akademiska institutioner, bl.a. Visdomens hus. Staden förstördes till stor del i händerna på det mongoliska imperiet 1258 under belägringen av Bagdad, vilket resulterade i en nedgång som skulle dröja sig kvar under många århundraden på grund av frekventa plågor och flera på varandra följande imperier. Det mongolisk-turkiska inflytandet hävdes under 1400-talet och landet erövrades under tidigt 1500-tal av den osmanske sultanen Süleyman. 
Området ockuperades stegvis av brittiska styrkor under första världskriget och förblev under brittiskt inflytande fram till 1958, då den brittiske lydhärskaren kung Faisal II dödades i en militärkupp ledd av Abd al-Karim Qasim som därmed avskaffade monarkin.1963 förde ännu en militärkupp arabnationalister och baathister till makten, och 1968 gjordes landet genom ytterligare en statskupp till en enpartidiktatur under Baathpartiet och Ahmed Hassan al-Bakr.
1979 grep al-Bakrs kusin Saddam Hussein makten i det rådande revolutionsrådet och lät utse sig till president. Under hans styre var landet en hård diktatur. Efter ett förödande krig mot grannlandet Iran 1980–1988 hamnade landet i en ekonomisk kris. Efter att Irak ockuperat Kuwait 1990 anfölls Irak nästa år med FN:s godkännande av en koalition ledd av USA, som slog den irakiska armén. Oppositionsgrupper uppmanades ta till vapen mot Saddam Husseins regim, men grupperna fick inte militärt stöd utan slogs ned av regimen.
2003 anfölls Irak på nytt, denna gång utan FN-mandat och av huvudsakligen amerikanska och brittiska styrkor (se Irakkriget). Som orsak angavs innehav av massförstörelsevapen och – efter 11 september-attacken 2001 – förmodat stöd till al-Qaida. Beskyllningarna har inte kunnat bekräftas och betraktas av många som svepskäl. Genom ockupationen hamnade Irak i ett kaotiskt tillstånd där väpnade grupper bekämpar ockupationsstyrkorna och representanter för den nya politiska ledningen. Invasionen ledde till att Irak förvandlades till en parlamentarisk republik med en ny konstitution och en folkvald nationalförsamling. En demokratiskt vald irakisk regering tillträdde den 20 mars 2006 för att ersätta den interimsregering som tillsatts av den amerikanska ockupationsmakten. De Natoledda styrkorna har blivit kvar i landet också efter att kriget betraktas som avslutat för att hjälpa de irakiska styrkorna.

## Historia

### Tidiga civilisationer och islamisering

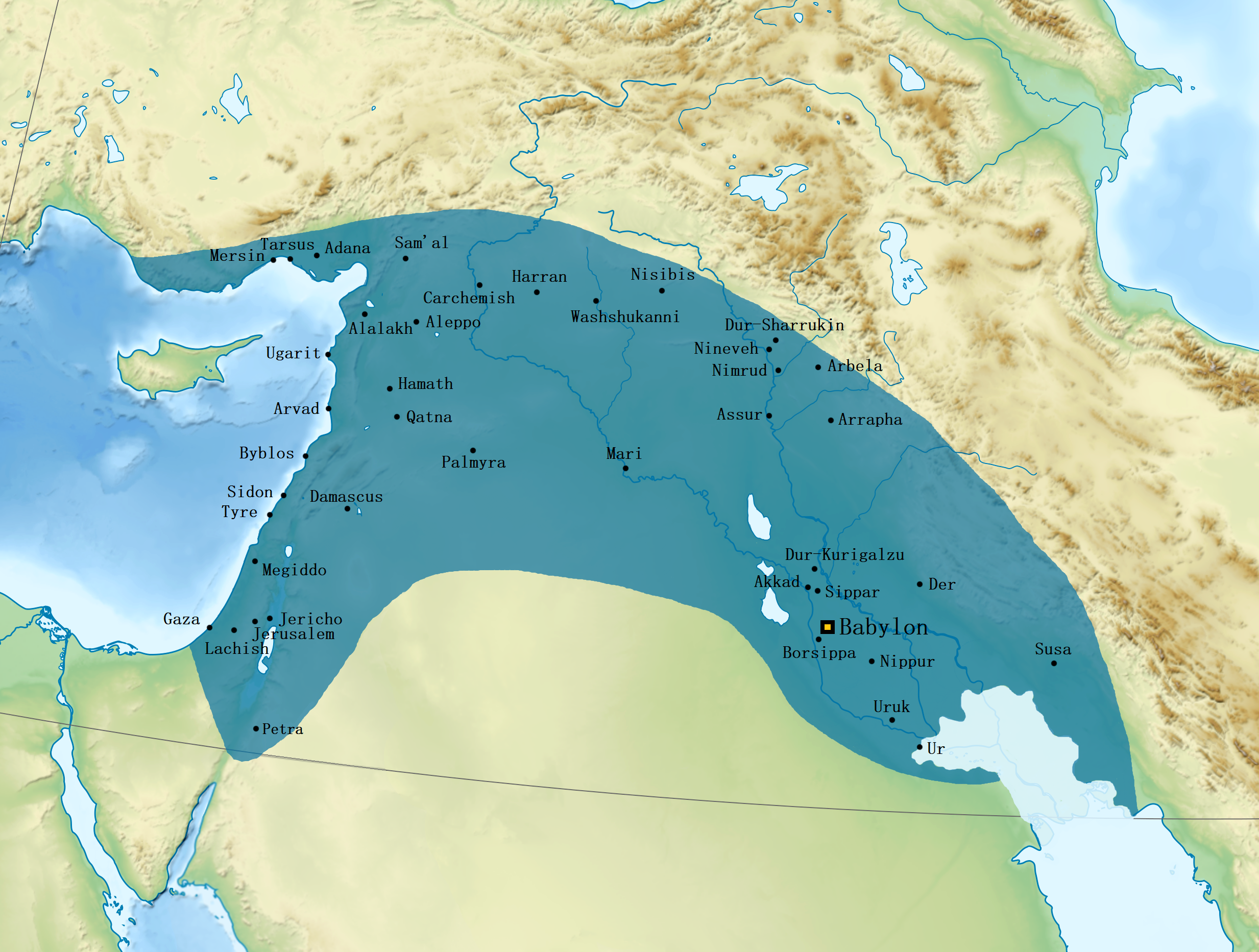
Det nybabyloniska riket under Nabonidus (r. 626–539 f.Kr.)

Det bördiga landet mellan floderna Eufrat och Tigris har sedan lång tid tillbaka varit bosatta av människor. Arkeologer har funnit lämningar av bosättningar upp till 120 000 år gamla. Området var födelseplatsen för den mesopotamiska kulturen, formad av folk som sumererna, babylonierna, assyrierna och kaldéerna. Det var i slutet av den så kallade Uruk-perioden - omkring 3000 f.Kr. - som Mesopotamien, genom utvecklandet av kilskrift, trädde in i den historiska tidseran. Det är från och med denna tid som utvecklingen kan följas genom skriftliga källor. Från ca 3 200 f.Kr. växer det sumeriska riket fram och sumererna kom att dominera utvecklingen i Mesopotamien fram till år 2004 f.Kr. när babylonierna tar kontrollen över regionen. År 539 f.Kr. blev Mesopotamien en provins till Persien under akemeniderna, och efter 330 f.Kr. en del av det kortvariga Alexandrinska väldet. År 312 f.Kr. kom området att hamna under det seleukidiska imperiet. Partien tog kontroll över Mesopotamien 63 f.Kr. och grundade Ktesifon, vilken blev huvudstad i det partiska riket. Efter ungefär 300 år erövrade sassaniderna området vi idag känner som Irak. De byggde upp resterna av Ktesifon - som hade förstörts av romarriket - och återupprättade stadens status som huvudstad.
Efter slaget vid Jalawla år 637 tog araberna det sassanidiska riket i besittning. Irak islamiserades fort och år 750 - under Abbasidkalifatet - flyttades huvudstaden till Bagdad. Bagdad växte och blev en maktfaktor i hela den arabiska världen under lång tid, åtminstone fram till den mongoliska invasionen. Under 1200-talets mitt invaderade mongolerna Bagdad ledda av Hülegü. Staden förstördes 1258 och området förföll i strider mellan turkar, perser och mongoler fram till 1500-talet. År 1535 införlivades Irak i det Osmanska riket. Fram till 1800-talet hade lokala klanledare relativt stor autonomi, men i mitten av 1800-talet genomfördes bl.a. jordreformer som innebar att de lokala ledarna reducerades till feodala jordägare.

### 1900-talet

#### Första världskriget och Irak under brittisk överhöghet
Under slutet av 1800-talet började Storbritannien intressera sig för Irak som en station på vägen mot Indien. Det nuvarande Irak var fram till 1918 formellt en del av Osmanska riket och bestod av de tre osmanska vilâyeten (provinserna) Bagdad, Basra och Mosul. Under första världskriget utspelade sig strider i Irak från 1914. Storbritannien erövrade 1914 den södra provinsen Basra. Osmanerna tvingade 1916 med stöd av tyska trupper general Charles Vere Ferrers Townshend att kapitulera vid al-Kut, men efter det erövrades Irak helt av britterna i och med deras erövring av Kirkuk 1918. Storbritannien gavs Irak som mandat enligt artikel 22 i Nationernas förbunds stadgar, först 1919 av Nationernas förbund - och sedan 1920 i freden i Sèvres.
Namnet Irak kom från Irak Arabi eller Irak el-Arabi ("arabiska Irak"), vilket var namnet på det osmanska landskap som omfattade vilajetet Basra och södra delen av vilajetet Bagdad.
Kungariket Irak bildades 1921, och emir Faisal valdes 23 augusti 1921 till kung. Författningen av 10 juli 1924 stadgade att Irak skulle vara en inskränkt monarki, ärftlig på svärdssidan inom Faisals familj. Gränserna mot Turkiet reglerades 1925 genom ett fördrag i Nationernas förbund efter den så kallade Bryssellinjen, varvid större delen av vilajetet Mosul tillföll Irak. Gränsen mot Nadjd bestämdes genom en överenskommelse mellan Storbritannien och Ibn Saud, och 1931 fastställdes slutligen Iraks gränser mot Syrien.

#### Självständighet, militärkupper och inbördeskrig
Irak försökte länge vinna full självständighet från Storbritannien, och genom fördrag 1922, 1927, och 1930 lyckades man vinna allt större frihet, och efter att ha slutit ett nära alliansavtal med Storbritannien erhöll man 1932 självständighet.
1941, under andra världskriget inledde Rashid Alis ett uppror mot den sittande regeringen, detta ledde till det anglo-irakiska kriget där britterna besegrade upprorsmakarna.
1958 störtades kungamakten i Irak och kung Faisal II mördades. Irak blev till en självständig republik, Irakiska Republiken. Landets nya president, den vänsterinriktade generalen Abd al-Karim Qasim etablerade  vänskapliga förbindelser med Sovjetunionen och det irakiska kommunistpartiet och bröt med Bagdadpakten (METO) som var en försvarsallians mellan några länder i Mellanöstern, Storbritannien och USA. Qasim framhöll att Irak var en stat för både araber och kurder, något som också framgick av landets nya konstitution. Han frigav kurdiska fångar, legaliserade det kurdiska partiet KDP och välkomnade det kurdiska partiet KDP:s ledare Mustafa Barzani tillbaka efter tolv års exil. Han förberedde och delvis genomförde omfördelning av jorden och sociala reformer.
Redan från början fanns politiska splittringar inom den grupp militärer som genom förde kuppen 1958. En viktig fråga var förhållandet till Förenade Arabrepubliken och den panarabism som formulerades av Gamal Abdul Nasser. Qasim stödde kommunistpartiets linje och tog avstånd från panarabismen medan hans närmaste medarbetare i kuppen, överste Abdul Salam Arif, stödde det irakiska Baathpartiets linje för ett närmande till Nasser och Egypten.
Efter några år ändrades Qasims politik till arabisk nationalism. Kurdiska organisationer, inklusive KDP, förbjöds och aktivister fängslades. Detta var inledningen till det irakisk-kurdiska kriget som med vissa uppehåll varade 1961-1970. 1963 störtades och avrättades Qasim i en kupp med direkt eller indirekt stöd från USA och därefter styrdes Irak av instabila regeringar med koppling till det panarabiska Baathpartet. Regeringssidan fick stöd av USA som bidrog med stridsvagnar, helikoptrar och lastbilar, och dessutom napalm för bombning av kurdiska byar.  I Syrien hade det syriska Baathpartiet tagit makten i mars 1963 och skickade flygplan och 6000 soldater för att bekämpa de irakiska kurderna.
Det uppskattas att 60 000 människor, varav 5 000 regeringssoldater, dödades under kriget, och att 300 000 tvingades fly från sina hem. Kriget slutade med vad som framstod som en seger för den kurdiska sidan.Den 11 mars 1970 undertecknades ett fredsavtal, som dock inte genomfördes i praktiken. I avtalet erkändes kurdiska som officiellt språk och de provinser som hade kurdisk majoritet tillerkändes självstyre inom Irak. Status för den oljerika provinsen Kirkuk förblev oklar i avvaktan på en folkräkning som skulle fastställa majoritetsförhållandena. Folkräkningen genomfördes aldrig, och regeringen ändrade provinsgränserna för att säkerställa att Kirkuk inte skulle ha kurdisk majoritet och därmed inte omfattas av avtalet.
Baathpartiet fick 1968 kontroll över landet och inledde en Sovjetvänlig politik som var fientlig mot Israel och Västmakterna. Saddam Husseins maktövertagande 1979 stöddes av USA och efter detta utvecklades en diktatur präglad av övergrepp gentemot all opposition, inte minst de irakiska kurderna. 

#### Förgiftningskatastrof 1970-1971
Efter två år av torka och tomma spannmålslager var de irakiska myndigheterna till slut tvungna att importera säd från utlandet för att förhindra en hungerkatastrof. Man bestämde sig för att köpa in 73 000 ton Mexipak, en högproduktiv vetesort från Mexiko, och 22 000 ton korn från USA. För att motverka växtsjukdomar var säden behandlad med metylkvicksilver, och därmed dödligt giftig för människor och djur att svälja. Avsikten var att distribuera ut säden till jordbrukarna så de kunde så den, men trots dödskallar och varningstexter (på spanska) valde många att baka bröd av den istället. Inom några veckor visade sig följderna. Människor kräktes och kollapsade. Vid årsskiftet 71-72 var sjukhusen överfulla med förgiftade patienter. 
Efter att det några veckor senare uppdagats att bönder hade utfodrat sina djur med det förgiftade kornet valde regeringen att stänga landets alla slakthus. Enligt officiella siffror i Irak dog 459 personer i massförgiftningen medan utomstående experter uppskattade antalet döda till 6000 - 10 000 och kanske 100 000 skadade.

#### Iran-Irakkriget
År 1980 gick Irak till attack på grannlandet Iran vilket ledde till det blodiga Iran–Irak-kriget fram till 1988, där Irak även använde stridsgaser mot iranska soldater och civila.

#### Kuwaitkriget
Efter kriget hade Irak förlorat många människor (mellan 250 000 och 500 000 irakier dog) och dragit på sig stora skulder, samtidigt som oljepriserna föll. Mot bakgrund av detta beordrade Saddam Hussein ockupation av grannlandet Kuwait 1990, vilket utlöste Kuwaitkriget. Motiven till kriget var dels att Kuwait anklagades för att pressa oljepriserna (i en påstådd konspiration med Förenade Arabemiraten), dels att Irak anklagade Kuwait för att ta olja från irakiska oljefält. USA övergav efter detta sitt stöd åt Irak, och samlade en koalition av länder som gick till motanfall från Saudiarabien och befriade Kuwait. Irak utsattes för omfattande flygbombningar som förstörde landets infrastruktur. Koalitionen gick inte vidare in i Irak efter att den besuttit Kuwait, så Saddam Hussein satt kvar vid makten trots förlusten i Kuwaitkriget. Därefter var Irak isolerat och utsatt för hårda internationella sanktioner.

### USA-ledd invasion (2003 – 2011)
20 mars 2003 invaderade en USA-ledd multinationell styrka Irak i strid mot FN-beslut. Stridsfrågan var Iraks massförstörelsevapen; Irak hävdade att de hade förstört sina massförstörelsevapen, medan USA och Storbritannien menade att de hade bevis för att Irak i hemlighet hade kvar dem. Irakutredningen som lades fram i juli 2016 visade att underrättelser om massförstörelsevapen lades fram med för hög bestämdhet.
Den 13 december 2003 greps Saddam Hussein. Efter att ha haft regeringsmakten i landet från den 21 april 2003 (med Iraks styrande råd som rådgivande från den 13 juli) överlämnade den av USA ledda alliansen den formella makten till en irakisk interimsregering (tillsatt av den amerikanska civiladministrationen) den 28 juni 2004. Den senare kunde dock inte fatta långsiktiga beslut, eftersom den bara skulle sitta kvar fram till valet, som var planerat att hållas den 2 januari 2005 men istället hölls den 30 januari 2005. Interimsregeringen hade inte heller befälet över de 160 000 utländska soldater som var kvar i enlighet med en FN-resolution. Valet - som skedde under ockupation - har kritiserats för att inte följa internationella normer.
Efter parlamentsvalet den 30 januari 2005 tillträdde en irakisk övergångsregering den 3 maj 2005. Den första permanenta regeringen tillträdde den 20 maj 2006.

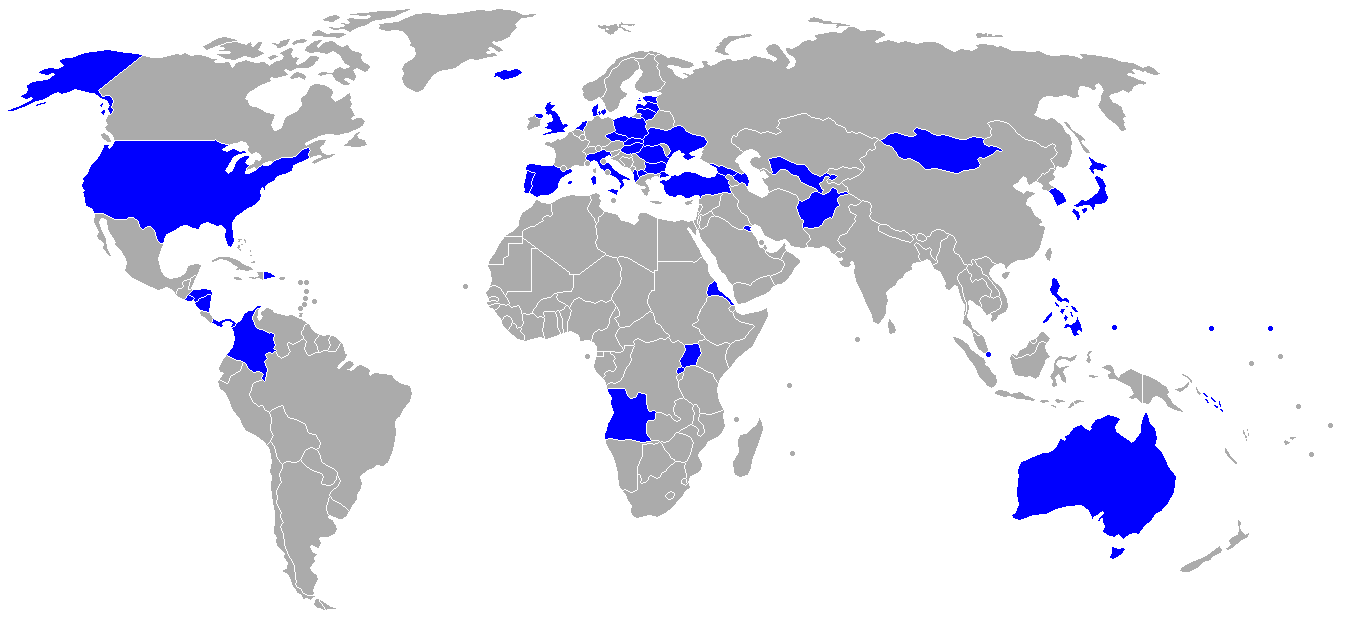
Länderna som deltog i invasionen av Irak.

Olika FN-organ kommer med regelbunden rapportering om den humanitära situationen i Irak. I februari 2008 uppgav FN att fyra miljoner människor i Irak led brist på mat. 40 procent av Iraks 27 miljoner invånare saknade tillgång till rent vatten. I december 2007 rapporterade United Nations Office for the Coordination of Humanitarian Affairs att ett av fyra irakiska barn under fem år var kroniskt undernärt. En undersökning av kvinnors situation i Irak gjordes 2008 av brittiska organisationen Oxfam tillsammans med den irakiska kvinnoorganisationen al-Amal. I denna studie konstaterades att en fjärdedel av de intervjuade kvinnorna saknade daglig tillgång till rent vatten. Vidare uppgav 40 % att deras barn inte gick i skolan.
I mitten av 2004 var alla Iraks 240 sjukhus öppna (sjukvårdsbudgeten under Saddams tid var 16 miljoner dollar, nu är den 1000 miljoner dollar). Enligt uppskattningar från FN har fler än 400 specialistläkare flytt från Irak sedan kriget började 2003 och hundratals läkare har dödats. Många sjukhus i Irak är underbemannade och saknar nödvändig utrustning. Dessutom är säkerheten på sjukhusen ofta låg .
I spåren av kaoset efter Saddam-regimens fall har trafficking och speciellt handel med små barn ökat kraftigt i Irak. Myndighetskällor samt hjälporganisationer rapporterar om att kriminella gäng inriktade på människohandel utnyttjar den rådande situationen med svaga och ofta korrupta myndigheter samt dåligt bevakade gränser.
Nästan alla skolor och universitet har öppnats. Iraks medier slutade att censureras. Iraks BNP växte med 53 % det första året efter kriget, vilket dock skedde efter en kraftig nedgång 2002 och 2003.
Kritiker till kriget har samtidigt hävdat att den tidigare ekonomiska situationen i Irak främst orsakats av FN:s handelsblockad mot landet, se Olja mot mat-programmet. Iraks ekonomi var från tidigare ansträngd genom kriget mot Iran, som började 1980. Mellan 1980 och 2003 minskade Iraks BNP per capita med 75 %. Blockaden skall också, enligt Världshälsoorganisationen, ha lett till ungefär 1,8 miljoner irakiers död varav 800 000 barns död. Den tidigare dåliga strömförsörjningen i landet kan också förklaras med att kraftstationerna bombats av USA. Majoriteten av dessa har nu återuppbyggts.
I en opinionsundersökning i Irak från mars 2008 svarade 29 % av de tillfrågade att invasionen varit i Iraks bästa intresse. 48 procent tyckte inte det.
2005 ansåg 57 procent av de tillfrågade i en opinionsundersökning att attacker mot koalitionsstyrkorna är berättigade. Denna andel har dock minskat i senare undersökningar.
Irakutredningen som lades fram i juli 2016 sade att underrättelser om massförstörelsevapen lades fram med för hög bestämdhet, att fredliga alternativ till krig inte hade uttömts, att Storbritannien och USA underminerade FN:s säkerhetsråd, att processen för att identifiera krigets legalitet var långt ifrån tillfredsställande och att Irakkriget i mars 2003 var onödigt.

### Inbördeskriget (från 2011)
Den väpnade konflikten fortsatte efter de utländska truppernas tillbakadragande, med USA som sista land att dra tillbaka sin trupper den 18 december 2011.
Det irakiska inbördeskriget är (i likhet med motsvarigheten i grannlandet Syrien en summa av flera olika konflikter mellan ett antal olika parter. Där ingår Iraks shiadominerade regering, sunnitiska upprorsgrupper (främst Islamiska staten) och landets kurder. Inbördeskriget har internationella kopplingar, genom att Iran stödjer shiiterna i Irak, Turkiet ger stöd åt irakiska kurder (som en del i försöken att neutralisera maktambitioner hos turkiska och syriska kurder) och landets regering får stöd av en internationell koalition ledd av USA. Genom Islamiska statens expansion har inbördeskrigen i Irak och Syrien vävts samman, med ett allas krig mot IS, parallellt med ett antal andra konflikter mellan olika parter.

## Geografi
Irak ligger i västra Asien och gränsar till Turkiet i norr, Syrien i nordväst, Jordanien i väster, Saudiarabien i sydväst, Kuwait i söder samt Iran i öster. 

### Topografi och hydrografi
De västra delarna av Irak är till stor del öken, men området mellan de två stora floderna Eufrat och Tigris, Mesopotamien, är fertilt. Eufrat bildar också Iraks största sjöar i ett område väster om Bagdad. Den största sjön i landet är Thartharsjön. Nära kusten har de två floderna ett gemensamt lopp, Shatt al-Arab (Arvand Rud), som gradvis övergår i träsk och våtmarker. Ett känt område av våtmarker kallas al-Ahwar och finns på Unescos världsarvslista.
Den norra och nordöstra delen av landet är till största delen bergigt. Där ligger Zagrosbergen med en av Iraks högsta punkter, Rawanduz, 3658 meter över havet. Irak har en liten havskust vid Persiska viken, mellan Iran och Kuwait. Landets troligen högsta bergstopp, Cheekha Dar, ligger nära gränsen till Iran (Piranshahr).

### Klimat
Det lokala klimatet är ett subtropiskt inlandsklimat med kalla vintrar och varma somrar. På sommaren kan temperaturen nå över 45 grader i skuggan och värmerekordet i Bagdad är på 51 grader. På grund av den globala uppvärmningen har perioderna med extrem hetta ökat. De norra bergstrakterna har kalla vintrar ner till 30 minusgrader, ibland med tunga snöfall som inte sällan skapar översvämningar.

## Styre och politik

### Författning och styre
Under Baathpartiet tid bestod parlamentet av 250 platser, varav 220 valdes genom allmänna val, och 30 tillsattes av presidenten. Inga kandidater till parlamentet utanför Baathpartiet var tillåtna. Formellt styrdes landet av ett revolutionsråd som utsåg president och stiftade lagar tillsammans med parlamentet. I praktiken hade presidenten all makt, han var premiärminister och överbefälhavare.[källa behövs]
Den nuvarande konstitutionen antogs 2005. Parlamentet tillsatte då en kommission som tog fram ett förslag till en permanent konstitution, vilken godkändes genom en folkomröstning i oktober samma år.
Konstitutionen fastslår att Irak är en federal, parlamentarisk republik. Det politiska systemet är utformat så att ingen enskild grupp kan kontrollera alla tre viktigaste politiska poster på federal nivå. Vanligtvis är premiärministern en arabisk shiamuslim, talmannen i parlamentet en arabisk sunnimuslim, och presidenten en kurd.
Presidentens roll är huvudsakligen ceremoniell och presidenten väljs av parlamentet för en fyraårsperiod med möjlighet till omval. Premiärministern, som utses av parlamentet, innehar den verkställande makten. Den lagstiftande makten utövas av ett enkammarparlament, kallat representanthuset. Parlamentsval hålls vart fjärde år, och antalet ledamöter bestäms utifrån en kvot på en plats per 100 000 invånare. Minst 25 procent av platserna är reserverade för kvinnor, och varje etnisk eller religiös minoritet har garanterad representation. Den kurdiska regionen i norra Irak, som omfattar provinserna Dahuk, Erbil och as-Sulaymaniya, har inom ramen för den federala konstitutionen fått ett omfattande självstyre.

### Administrativ indelning
Irak är indelat i 18 provinser (muhafazat, singular - muhafazah); al-Anbar, Arbil, Babil, Bagdad, Basra, Dahuk, Dhi Qar, Diyala, Karbala, Kirkuk (f.d. at-Ta'mim), Maysan, al-Muthanna, Najaf, Ninawa, al-Qadisiyya, Saladin, Sulaymaniyya och Wasit.

### Politik
Irak har i hela sin historia som självständig stat, fram till nyligen, varit mer eller mindre en diktatur.
1968 tog Baathpartiet makten i en oblodig militärkupp, där Saddam Hussein så småningom blev landets verklige ledare. Partiets officiella ideologi byggde på arabisk enhet, frihet och socialism. Genom ständiga utrensningar stärkte Saddam Hussein hela tiden sin makt, och alla viktiga poster innehades av anhöriga och nära vänner till Hussein.
Efter Kuwaitkrigets slut (gulfkriget) mot Saddam Hussein fick de oppositionella grupperna i de kurdiska områdena i norra Irak, som stod utanför Saddam Husseins kontroll, ett visst reellt inflytande. De oppositionella grupperna i södra Irak som gjorde motstånd mot Saddam Husseins regim i samband med kriget slogs brutalt ner med många avrättningar som följd.
Efter USA:s och Storbritanniens ockupation av Irak 2003 styrdes landet av flera olika interimsregeringar innan den första permanenta regeringen tillträdde den 20 maj 2006, sedan parlamentsval hållits den 30 januari 2005. Det andra parlamentsvalet hölls den 7 mars 2010. Efter parlamentsvalet  valdes Nouri al-Maliki till premiärminister och till vice premiärminister valdes både Saleh al-Mutlaq och Rowsch Nuri Shaways. al-Maliki var Iraks premiärminister mellan 2006 och 2014.[källa behövs]
I maj 2020 fick Irak en ny regering och premiärminister efter en sex månader lång regeringskris. Mustafa al-Kadhimi tog över som ny premiärminister efter Adel Abdel Mahdi. Parlamentsvalet i oktober 2021 var det femte sedan landets diktator Saddam Hussein störtades år 2003, och ända sedan det första valet år 2005 hade valdeltagandet successivt minskat. Under 2021 parlamentsval i Irak var valdeltagande rekordlågt. Shiapredikanten Muqtada al-Sadrs  partiallians “På marsch mot reform” vann flest platser i valet. Andra stora koalitioner i valet var det sunnitiska “Taqqadum” som bildades 2019 av Mohammed al-Halbusi, samt partikoalition “Rättstaten” som leds av landets förre premiärminister Nouri al-Maliki. Bland de kurdiska partierna var det “Kurdistans demokratiska parti” (KDP) som erhöll flest platser.

### Internationella relationer
| Statsskick:                                  | republik                                                                            |
| Medlemskap i internationella organisationer: | Arabförbundet, FN, WTO, Internationella atomenergiorganet, IMF, OPEC, OIC med flera |

## Ekonomi
| Ekonomiska fakta                  | Ekonomiska fakta                                                              |
| --------------------------------- | ----------------------------------------------------------------------------- |
| BNP/capita                        | 12 600 USD (2023 est.)                                                        |
| Olika näringsgrenars andel av BNP | jordbruk 2,8 %, industri 55,6 %, tjänster 42,3 % (2023 est.)                  |
| Naturtillgångar                   | Petroleum, naturgas, fosfater, svavel.                                        |
| Viktigaste exportprodukter        | Råolja, raffinerad petroleum, guld, petroleumkoks, naturgas (2022).           |
| Viktigaste importprodukter        | Raffinerad petroleum, sändningsutrustning, bilar, smycken, kläder (2022).     |
| Viktigaste handelspartner         | Indien (32 % av exporten) och Förenade Arabemiraten (32 % av importen) (2022) |
| Valuta                            | dinar                                                                         |

Irak är ett gammalt jordbruksland, men i modern tid har dess ekonomi dominerats av oljesektorn. Under 2000-talets början utgjorde oljan två tredjedelar av Iraks BNP och mer än 90 % av statens inkomster. Fram till 1980-talet satsade landets ledning på att bygga ut infrastruktur som järnvägar och bilvägar, samt på att utöka utbildningsväsendet. De krig och kriser som Irak har genomgått sedan 80-talet har drabbat landets ekonomi mycket hårt. Kriget mot Iran 1980-1988, Kuwaitkriget 1990-91, de sanktioner från FN som följde på kriget, USA:s invasion 2003, inbördes stridigheter efter invasionen och IS-terrorn, har alla skadat ekonomin.
Landet var 1988 den näst efter Saudiarabien största producenten av olja i Mellanöstern men har under större delen av 1900-talet legat efter framför allt Iran - tidvis även Kuwait - gällande oljeproduktionen. På 1980-talet skapade kriget med Iran stora utgifter, vilka tvingade landet att låna pengar samt att minska återbetalningarna på tidigare utlandslån. Iraks ekonomiska förluster under detta krig beräknas till minst 100 miljarder amerikanska dollar. Efter krigets slut 1988 ökade oljeexporten gradvis i och med konstruktionen av nya oljeledningar och återuppbyggnaden av skadade.
Den irakiska ockupationen av Kuwait i augusti 1990 och Kuwaitkriget, som inleddes i januari 1991, ledde till stor ekonomisk skada, inte bara genom de direkta kostnaderna för dessa krig, utan också på grund av de internationella sanktioner som följde. Oljeexporten ökade under slutet av 1990-talet, och år 2002 uppgick den till cirka 75 procent av nivån för år 1988. Efter att Saddam Hussein störtades 2003 påbörjades en återuppbyggnad av ekonomin. Hussein hade skapat vad som beskrevs som en kommandoekonomi med ett ineffektivt jordbruk. Från 1980-talet till 2003 hade investeringarna i landet varit närmast obefintliga och banksektorn var föråldrad. Över 20 år av krig och konflikter hade genererat omfattande utlandsskulder, underfinansierade skolor och utbildningsväsende, samt en lägre läskunnighet jämfört med 80-talet. Efter kriget försökte USA och Storbritannien att reparera viktig infrastruktur och sätta igång oljeproduktionen, vilket visade sig svårt. Irak har haft stora problem med sabotage mot oljeproduktionen och en kraftig korruption i landet har gjort att stora summor pengar försvunnit av det bistånd som landet tagit emot.
Under 2010 kom en rapport som pekade ut Iraks ekonomi som en av världens mest oljeberoende, samtidigt som det beräknades att Irak sitter på världens näst största oljereserv efter Saudiarabien. Oljeberoendet har gjort Irak ytterst känsligt för externa chocker och svängningar i världsekonomin. När coronapandemin störde produktionen i Kina och den globala efterfrågan sjönk, så sjönk också efterfrågan på olja. Sammanlagt bedöms Iraks ekonomi har krympt med över 10 procent under 2020. När oljepriset sedan vände under 2022 - som en konsekvens av Rysslands invasion av Ukraina - har statens inkomster växt kraftigt. Pengarna har dock varit svåra att nyttja eftersom politikerna inte lyckats komma överens om en budget.
Under de första pandemiåren 2020–2021 beskrevs Iraks ekonomi som katastrofal. Arbetslösheten särskilt bland unga var mycket hög (36 %), landets administration led av omfattande korruption och ineffektivitet och landets ekonomi tog skada av coronaviruspandemin.

## Befolkning

### Demografi

#### Större städer
Huvudstaden Bagdad med cirka 7 miljoner invånare (2019) ligger i mitten av landet på Tigris flodbank. Andra stora städer är (med beräknad folkmängd 2019) Mosul (1,6 miljoner invånare) i norr och Basra (1,3 miljoner invånare) i söder. Övriga städer med över en halv miljon invånare (2019) är al-Amara, Erbil, al-Hilla, Karbala, Kirkuk, Najaf, an-Nasiriyya och Sulaymaniyya.

#### Minoriteter
Iraks befolkning utgjordes, enligt uppskattningar från 1987, till mellan 75 och 80 procent av araber. Den andra större etniska gruppen, kurderna, utgör 15-20 procent och lever i nordöstra delar av landet. Mindre grupper är assyrier, turkmener, armenier och perser med totalt cirka 5 procent.

### Språk
Arabiska, kurdiska och nyöstsyriska var fram till 2014 de tre officiella språken i landet. Januari 2014 röstade Iraks parlament för att även turkmenska och kaldeisk nyarameiska skulle bli officiella språk i Irak och kunna användas officiellt i regioner där dessa är majoritetsspråk. och Dessutom talas arameiska, armeniska. Engelska är det vanligaste västerländska språket. 

### Religion
De flesta irakier är shiitiska muslimer men det finns en stor sunnimuslimsk befolkningsgrupp. Det finns även mindre grupper kristna och judar (enligt Minority Rights Group Report (ISBN 1-904584-60-8, fanns 2005 ca 20 judar i Bagdad, de flesta över 70 år.

## Kultur

### Konstarter

#### Arkitektur
Iraks arkitektur bär på en rik historisk arv, med spår från antika civilisationer, ex. Sumererna och Babylonierna. Landet är känt för sina historiska monument, såsom zigguraterna, antika mesopotamiska tempeltorn i form av stegpyramider, och Ishtar-porten i Babylon. Modern arkitektur i Irak har påverkats av olika stilar och perioder, men har under senare år stått inför utmaningar på grund av konflikter och ombyggnadsbehov.

### Traditioner

#### Kultursymboler
Flera av Unescos kulturvärldsarv finns på irakiskt område, däribland fornstaden Babylon (Babil), staden Ur, befästningsstaden Hatra och Assyriens forna huvudstad Qal'at Sherqat (Ashur). I det laglösa tillstånd som följde på invasionen 2003 blev många museer plundrade och världsarven fördes upp på listan över hotade minnesmärken.

## Internationella rankningar
| Organisation                                | Undersökning                   | Rankning   |
| ------------------------------------------- | ------------------------------ | ---------- |
| Heritage Foundation/The Wall Street Journal | Index of Economic Freedom 2019 | Ej rankad  |
| Reportrar utan gränser                      | Pressfrihetsindex 2019         | 156 av 180 |
| Transparency International                  | Korruptionsindex 2018          | 168 av 180 |
| FN:s utvecklingsprogram                     | Human Development Index 2018   | 120 av 189 |